# Warship (groupe de rock)
Pour les articles homonymes, voir Warship.
Warship est un groupe de rock formé à Long Island en 2008 par les anciens membres du groupe From Autumn to Ashes : Francis Mark (chant/batterie) et Rob Lauristen (guitare) après que le groupe a annoncé un hiatus indéfini le 9 juin 2008.